# モジャーヘディーネ・ハルグ
モジャーヘディーネ・ハルグ（英語: People's Mujahedin of Iran, PMOI、他に MEK、MKO とも。ペルシア語: سازمان مجاهدين خلق ايران、ラテン文字転写: sāzmān-e mojāhedin-e khalq-e irān）は、イランの反体制武装組織。イスラーム社会主義を掲げ、現在のイランのイスラム共和制に基づく政権と厳しく対立している。日本語ではムジャヒディン・ハルク、イスラム人民戦士機構などと表記される場合もある。イラン公式メディアによる日本語表記はモナーフェギン（ペルシア語: منافقین）。事実上の最高指導者であるマスウード・ラジャヴィー書記長は2003年以降、公の場に姿を見せておらずその所在は不明である。変わって妻のマルヤム・ラジャヴィー議長が表舞台で活動し、フランス・パリを拠点に欧米でのロビー活動を行っている。

## 概要
1965年、親米派の皇帝モハンマド・レザー・パフラヴィーの権威主義独裁的統治や資本主義、帝国主義に反対するグループとして結成された。イランの国内多数派シーア派の教義とマルクス主義を融合させた独自の反米的なイデオロギーに基づく武装闘争を展開し、左翼ナショナリズムの色彩が強かった。
1979年、イラン革命で重要な役割を果たしたものの、後にはアボルハサン・バニーサドル初代大統領の国外脱出を支援するなどルーホッラー・ホメイニーが指導するイスラム共和制に反対する立場に転じ、モハンマド・アリー・ラジャーイー大統領を暗殺するなど政権へのテロリズム・ゲリラ活動を開始。1980年から1988年のイラン・イラク戦争においては「敵の敵は味方」とばかりにサッダーム・フセインの庇護を受けてイラクの側に立って参戦した（このためイラン国内では売国奴視されるようになった）。イラクではバグダードの北にあるキャンプ・アシュラーフを軍事拠点として、約5000名の兵力を有していた（特に女性の兵士が目立った）。しかし2003年のイラク戦争によって、この最大の拠点を失った。それでもイランで最大の反体制組織とみられている。
2003年以降は、公然の武力闘争を行っていない。2009年には欧州連合（EU）のテロ組織リストから除外され、2012年にはアメリカでもテロ組織指定を解除された。一方、カナダ、イラク、イランでは、依然としてテロ組織とみなされている。特にイラン国内では、現政権と批判勢力の双方から、「偽善者たち」（モナーフェギーン、ペルシア語: منافقین）という蔑称で呼ばれている。
2010年7月11日、イラク高等法廷はモジャーヘディーネ・ハルグのメンバー39人に対して「1991年に起きたシーア派住民によるサッダーム・フセイン政権に対する反政府蜂起をイラク軍と共に弾圧し、人道に対する罪を犯した」として逮捕状を出した。39人の容疑者リストの中にはPMOIの指導者であるマスウード・ラジャヴィーと妻のマルヤム・ラジャヴィーも含まれている。

## イラン国民抵抗評議会
政治部門は「イラン国民抵抗評議会（National Council of Resistance of Iran、NCRI）」である。NCRIは、イランの民主化・社会主義化、イスラーム共和制の打倒と世俗主義化、女性の地位向上などを求める活動を中心に行っている。

## 注
1. ↑  イラン、世界最大のテロ犠牲国 - Pars Today - 2016年8月29日
2. ↑  Muhanad Mohammed (2010年7月11日). “Iraqi court seeks arrest of Iranian exiles” (英語). Reuters